# Universität Lusíada
Die Universität Lusíada (portugiesisch: Universidade Lusíada) ist eine am 28. Juni 1986 in Lissabon gegründete Privatuniversität mit zeitweilig rund 12.000 Studenten, deren Zahl jedoch inzwischen (2014) auf etwa 2000 gesunken ist. Auch von den 800 wissenschaftlichen Angestellten hat der größte Teil die Universität verlassen. Namensgeber der Universität sind die Lusiaden.
Kurz nach ihrer Gründung eröffnete die Universität Außenstellen in Porto und Vila Nova de Famalicão und bietet heute insgesamt 46 Bachelor- und 16 Magisterstudiengänge an.
In Angola gibt es eine Universidade Lusíada in Luanda, mit Außenstellen in Cabinda und Benguela. Diese pflegt zwar Verbindungen zur portugiesischen „Mutter“, ist aber von dieser rechtlich, wirtschaftlich und wissenschaftlich unabhängig.
Berühmtester Lehrer der Universität ist José Manuel Durão Barroso, der im Jahr 1980 Direktor des Fachbereichs internationale Beziehungen war.
In den letzten Jahren, besonders seit 2012, ist die Zahl der Studenten drastisch zurückgegangen, in manchen Studiengängen um etwa 80 %.

## Fakultäten
Der Hauptcampus in Lissabon gliedert sich in insgesamt vier Fakultäten:
- Architektur und Kunst
- Wirtschaft und Ökonomie
- Human- und Sozialwissenschaften
- Rechtswissenschaften

## Persönlichkeiten
- José Sócrates (* 1957), portugiesischer Politiker
- José Luís da Cruz Vilaça (* 1944), portugiesischer Professor
- Pedro Passos Coelho (* 1964), portugiesischer Premierminister